# Упёк
Упёк — разность между массой тестовой заготовки перед посадкой в печь и вышедшим готовым горячим хлебобулочным изделием. Выражается в процентах к массе заготовки (в отличие от припёка, исчисляющегося к массе муки, то есть без введённых в неё продуктов).
Основной причиной упёка является испарение влаги при выпекании — выхода воды, газов, этанола (на 5—8 %), оксида углерода, летучих кислот и других летучих веществ. В течение выпечки из теста-хлеба удаляется 80 % спирта, 20 % летучих кислот и почти 100 % углекислоты.
Величина упёка для разных видов хлебных изделий варьируется от 6 до 12 %; зависит от формы заготовки, её массы, способа (режима) выпечки и конструктивных особенностей печи. Формовые изделия имеют меньший упёк, так как боковые и нижние корки формового хлеба тонкие и влажные. Все корки подового хлеба, особенно нижняя, сравнительно толстые и имеют низкую влажность. Чем меньше масса изделия, тем больше его упёк (при прочих равных условиях), поскольку упёк происходит за счёт обезвоживания корок, а удельное содержание корок у малых изделий выше, чем у крупных. В подовых печах абсолютные значения упёка ниже, чем в конвекционных за счёт отсутствия обдува тестовой заготовки горячим воздухом.
Изделие, выпеченное при оптимальных режимах в зоне увлажнения, имеет меньший упёк, чем изделие, выпеченное при недостаточном увлажнении. Опрыскивание поверхности изделий водой перед их выходом из печи снижает упёк на 0,5 % и способствует образованию глянца поверхности. Получению тонкой корки и снижению упёка способствует также рациональный температурный режим выпечки. Упёк должен быть равномерным по ширине пода печи, в противном случае изделия будут иметь разные массу толщину корок.
В хлебопекарной промышленности нормируется оптимальная величина упёка для каждого вида изделия применительно к местным условиям, поскольку чрезмерное снижение упёка ухудшает состояние корок, они становятся тонкими, бледными, а повышение упёка приводит к утолщению корок и снижению выходной массы изделия.
Из всех технологических затрат процесса выпечки упёк имеет наибольшую долю.